# Золотой Колодезь
Золото́й Коло́дезь (укр. Золотий Колодязь) — село на Украине, находится в Покровском районе Донецкой области. Входит в историческую Краматорскую землю.
Население по переписи 2001 года составляет 910 человек.

## История
Село появилось в 1680 году как слобода, основанная помещиком Лёвшиным. А когда села ещё не было, стояла здесь сторожевая вежа, с которой казаки вели дозор за Изюмским шляхом и при появлении Татар сообщали в г. Бахмут, откуда выходила дружина для отражения неприятеля. Вокруг этой вежи и стали селиться крестьяне, бежавшие от польского закрепощения.
По легенде, название села связано с Петром I «…в году 1696, возвращаясь из удачного Азовского похода, царю преподнесли чашу целебной воды из чудодейственного колодца. „Ах, водица золотая!“ — произнёс Пётр I. Тогда достал золотую монету из кармана и бросил в колодязь, громогласно предсказав: „Быть ему отныне Золотым Колодцем!“»

### Гражданская война 1917—1922
В феврале 1918 года в Золотом Колодце был образован волостной совет крестьянских и солдатских депутатов глава П. И. Бережный и отряд красных повстанцев, командиром которого был В. М. Власов комиссар Г. А. Точоный, этот отряд сначала боролся с австро-немецкими войсками, а позже — с Деникиным.
В 1920 году в селе был создан отряд по борьбе с повстанческим движением, командир — И. Ф. Лавров.
В начале февраля 1921 года через село прошла разведка махновцев численностью 50 сабель и 4 пулеметами, отряд имел красный флаг с изображением звезды с черепом и буквами «РСФСР».
В конце марта 1921 года Золотой Колодец несколько раз занимался отрядами махновца Кожи. 31 марта село было занято повстанческим атаманом Мишкой, который отсоединился от Савонова. При отряде также был Нестор Махно. 1 апреля отряд Кожи численностью 400 повстанцев занял село и в этот же день покинул его. После ухода Кожи в районе села действовал отряд Мишки и Щуся численностью 200 человек. 30 апреля этого же года махновские отряды Белаша и Куриленко занимают Золотой Колодец и уничтожают органы советской власти.

## Середина 20 века
Село вошло в состав Добровольского района.
В 1932 году в районе села были обнаружены озера с питьевой водой, которые используются для снабжения водой соседних городов.
Село находилось в немецкой оккупации с ноября 1941 года по февраль 1943 годы.
После войны были восстановлены предприятия.

### Независимая Украина
В память об посещении Петром Первым в 2008 году в селе открыт историко-культурный комплекс. В него входят восстановленный исторический сруб колодца, беседка с золотым куполом, деревянные скульптуры Берегини и древнего воина, ну и, конечно же, скульптура Петра I. Авторы композиции — Юрий Артёмов и Юрий Топузы
В 2020 вошёл в Шаховскую общину Покровского района Донецкой области.

## Источник
Источник Золотой Колодец отражён на гербе Добропольского района и стал главной его достопримечательностью.
Вода в источнике Золотой колодец относится к минеральным природным лечебно-столовым водам и имеет уникальный состав минералов и микроэлементов, которые благотворно влияют на организм человека. Вода рождается на глубине 51,2 м в экологически чистом районе. Территория вокруг источника объявлена санитарной зоной и не подлежит сельскохозяйственным разработкам. Рядом с Золотым колодцем находится ботанический заказник местного значения Грузская балка. В окрестностях много курганов — захоронений срубной культуры, в балках Самарская, Нэроблэнэ, Поповая, Розвилки, Муравьевэ много диких не разрушенных человеком уголков природы.
На основанном в 1967 году Добропольском заводе минеральных вод вода разливается в бутылки и продаётся под торговой маркой «Золотий колодязь».

## Персоналии
- Терещенко, Савелий Васильевич — участник Первой мировой войны и Гражданской 1917—1922.
- Волосюк, Филипп Иванович — участник Первой мировой войны и Гражданской 1917—1922.

Прославленные имена Золотоколодязького сельского совета
- Гутник, Иосиф Михайлович — Герой Советского Союза, родился в селе Грузком .
- Пидкуйко, Николай Андреевич — Герой Социалистического Труда, родился в селе Весёлое.
- Мельник, Фаина Григорьевна — Чемпион мира и Олимпийских игор с метания диска, родилась в селе Кучев Яр, училась в Золотоколодязкой средней школе.[3], Почетный гражданин с. Золотой Колодец.

## Религия
- Храм святого Димитрия Солунского Горловской епархии УПЦ.